# Mysticum
I Mysticum sono una band industrial black metal norvegese di Asker. Si sono formati nel 1992 come Sabazios, monicker che venne cambiato dopo la pubblicazione della demo "Medusa's Tears" nel 1993. Sono riconosciuti come pionieri del sottogenere del black metal industriale.

## Storia del gruppo
La band è stata fondata tra il 1991 e il 1992 con il nome di Sabazios. Solo successivamente il gruppo ha cambiato il nome in Mysticum. Øystein "Euronymous" Aarseth dei Mayhem, fondatore della Deathlike Silence Productions (DSP) prese i Mysticum sotto contratto, ma venne assassinato prima che la band potesse pubblicare materiale tramite la sua casa discografica; la band ha considerato la sua morte come il giorno più tragico nella storia del black metal, e il bassista dei Mysticums Robin Malmberg ha sottolineato che la band non sarebbe mai stata quella che era senza Euronymous.
Il batterista dei Mayhem, Jan Axel "Hellhammer" Blomberg, si unì ai Mysticum nell'autunno del 1993, ma i Mysticum, tuttavia, alla fine preferirono una drum machine per il loro suono tecnico e freddo. Nel giugno 1994 la Necromantic Gallery Productions pubblicò lo split EP da 7 pollici "Ulverytternes Kamp/Mourning" con gli Ulver, limitato a 1000 copie. 1995 la band registrò i brani Kingdom Comes e In Your Grave per la compilation "Nordic Metal - A Tribute to Euronymous" attraverso la Necropolis Records e firmò con la Full Moon Productions, tramite la quale, nell'autunno del 1996 uscì il loro album di debutto In the Streams of Inferno. Seguì un tour con i Marduk e i Gehenna; un nuovo pezzo suonato per la prima volta durante questo tour, Eriaminell (per Here I am in Hell), è apparso nel 1998 nella compilation "A Tribute to Hell - Satanic Rites".
Nel 2003 la canzone Black Magic Mushrooms è stata pubblicata su un singolo split da 7 pollici con gli Audiopain attraverso la Worship Him Records. Nel 2004 seguì "Lost Masters of the Universe", una compilation di vecchie registrazioni (esclusi i tributi a Euronymous).
La band ha firmato con la Peaceville Records per l'annunciato secondo album Planet Satan e ha dato alle stampe la riedizione di In the Streams of Inferno e Lost Masters of the Universe. Il secondo album, Planet Satan, è stato quindi pubblicato nell'ottobre 2014.

## Discografia

### Album in studio
- 1996 – In the Streams of Inferno
- 2014 – Planet Satan

### Album dal vivo
- 2014 – Never Stop the Madness: The Roadburn Inferno

### Raccolte
- 1993 – Mysticum (Best Of)
- 2004 – Lost Masters of the Universe

### Demo
- 1993 – Medusa’s Tears
- 1995 – Piss Off!!!

### Singoli
- 1994 – Ulverytternes Kamp/Mourning (split con gli Ulver)
- 2003 – Black Magic Mushrooms/Habit of Fear (split con gli Audiopain)

## Formazione

### Formazione attuale
- Preben «Prime Evil» Mulvik, anche conosciuto come «Ravn» or «Svartravn» (Raven) - voce, chitarra
- Benny «Herr General Cerastes» Laumann - voce, chitarra, programmazione
- Robin «Dr. Best» Malmberg - basso, programmazione

### Passati
- Jan Axel « Hellhammer » Blomberg - batteria (mai incluso nelle registrazioni)[5]
- Ivar Bjørnson - chitarra